# Эстрин, Джеральд
Джеральд (Джерри) Эстрин (9 сентября 1921 года, Нью-Йорк — 29 марта 2011 года, Санта-Моника) — американский учёный в области вычислительной техники. Лауреат премии Пионер компьютерной техники 1995 года.
Джеральд Эстрин, почетный профессор Калифорнийского университета. Работал инженером-исследователем на заре компьютерной эры. В 1954—1955 годах Эстрин руководил разработкой WEIZAC — первого компьютера за пределами США и Западной Европы. Разрабатывал собственные программы обучения компьютерной инженерии. Был одним из основателей отдела информатики университета UCLA и его председателем в 1979—1982 и 1985—1988 годах.

## Работа над проектом WEIZAC
WEIZAC — Weizmann Automatic Computer — это первый компьютер в Израиле.
Эстрин и его семья уехали в Израиль в 1954 году, чтобы возглавить разработку первого компьютера на Ближнем Востоке. Но проблема была в том, что проекту не хватало ни персонала, ни инструментов, от вакуумных ламп до паяльников.
Эстрин сказал в канадских новостях в 2004 году:

Моя главная забота была в том, чтобы нанимать персонал, а затем обучать его конструированию, тестированию и изготовлению компьютеров — [http://newsroom.ucla.edu/stories/obituary-gerald-estrin-90-ucla-231609
Но опыта не хватало. Для получения тончайшей медной полоски, необходимой им, компьютерная группа обнаружила двоих болгарских иммигрантов, которые делали запчасти для вентиляторов и велосипедов в лачуге в окружении сельскохозяйственных животных. Они смогли использовать свои штамповочные машины для производства полос. Всего за 15 месяцев, после прибытия Эстрина в Израиль, компьютер начал функционировать, он имел около 3000 вакуумных трубок, и, после 46 тысяч часов службы, был списан в 1963 году.
Джераль Эстрин о достижении, которое положило начало компьютерной эре в Израиле:

Проект WEIZAC позволил мне внести вклад больше, чем я бы мог себе представить. Израиль получил информационную революцию в самом начале гонки компьютерных технологий— [http://newsroom.ucla.edu/stories/obituary-gerald-estrin-90-ucla-231609
 Возможно, ещё более важно, что WEIZAC породил новые кадры инженеров и техников, которые, с их преемниками, положили начало высокотехнологичной отрасли страны и академическим институтам.
Израиль также наложил заметный отпечаток на тихого ученого.

Я узнал, как бить по столу. И это сослужило мне хорошую службу, когда позже я стал председателем кафедры компьютерных технологий, университета UCLA … но я также влюбился в людей.— [http://www.jewishjournal.com/bloggish/item/gerald_estrin_us_and_israel_computer_pioneer_dies_at_90_20120403

## Научная Деятельность
Джеральд получил образование в Университете штата Висконсин, где он получил степень бакалавра, магистра и доктора в 1948, 1949 и 1951, соответственно. В 1950—56 он работал инженером-исследователем в группе Джона фон Неймана в Институте перспективных исследований в Принстоне, Нью-Джерси, где он работал на одном из первых компьютеров.
Эстрин поступил на факультет калифорнийского университета в Лос-Анджелесе (UCLA) в 1956 году, планируя создать программу компьютерной инженерии. В результате он стал одним из основателей отдела информатики и был его председателем в 1979—82 и 1985—88 годах. Его жена, Тельма Эстрин, почётный профессор в UCLA, находится в этом же отделе, работала над разработками по обработке данных в исследовании мозга. Там же работала их дочь, Дебора Эстрин, профессор и директор Центра UCLA для внедрения Сетевого зондирования.
Среди многих академических достижений Эстрин была разработка концепции реконфигурируемых вычислений, идеи, которая привела к новым типам программируемых компьютерных чипов, которые являются частью многих систем и устройств, используемых сегодня.

## Семья
Жена Джеральда — Тельма Эстрин, профессор университета UCLA.
Наследниками четы Эстринов являются три дочери, которые хранят традиции семьи.
Джудит (Джуди), которая родилась в Тель-Авиве, является заметной персоной в Силиконовой долине, ставшей одним из основателей семи компаний.
Дебора является профессором UCLA отдела компьютерных наук и директор-основатель Центра внедрения Сетевого зондирования.
Марго выбирала карьеру врача-терапевта в Сан-Франциско.
В дополнение к трем дочерям, у них есть четверо внуков: Рэйчел, Джошуа, Лия и Дэвид.

## Публикации
- Список всех публикаций Джеральда Эстрина